# Језеро (Калиновик)
Језеро је насељено мјесто у општини Калиновик, Република Српска, БиХ. Према попису становништва из 1991. у насељу је живјело 55 становника. По попису становништва из 2013. у насељу је живјело 13 становника.

## Географија
Насељено мјесто Језеро налази се у близини Црвањцког (Улошког) језера, у подножју планине Црвањ, у јужном дијелу Општине Калиновник. Надморска висина села је око 1050 метара.

## Становништво
Према попису становништва из 1991. године, мјесто је имало 55 становника.
| Националност | 1991.       | 2013.    |
| Муслимани    | 40 (72,72%) | 10 (77%) |
| Срби         | 15 (27,27%) | 3 (23%   |
| Укупно       | 55          | 13       |

| Демографија | Демографија | Демографија |
| Година      | Становника  | Становника  |
| ----------- | ----------- | ----------- |
| 1961.       | 219         |             |
| 1971.       | 160         |             |
| 1981.       | 128         |             |
| 1991.       | 55          |             |
| 2013.       | 13          |             |